# Verne (Westfalen)
Verne (Westfalen) ist ein westlicher Stadtteil von Salzkotten in Nordrhein-Westfalen, Deutschland und gehört zum Bürener Land und dem Hochstift Paderborn. Es ist der älteste lebendige Marienwallfahrtsort Deutschlands.

## Geografie

### Geografische Lage
Verne hat Anteil am östlichen Hellwegraum, der Lippeniederung und gehört zum sogenannten Entenschnabel des Altkreises Büren. Laut der heute meist benutzten Einteilung im Handbuch der naturräumlichen Gliederung Deutschlands gehört der Nordteil des Ortes zur Untereinheit 540.20 Obere Lippetalung, die zu der Teileinheit 540.2 Ostmünsterländer Sande, der Haupteinheit 540 Ostmünsterland und der Haupteinheitengruppe 54 Westfälische Bucht gehört. Der Südteil liegt in der Untereinheit 542.13 Geseker Unterbörde, die zu der Teileinheit 542.1 Unterer Hellweg, der Haupteinheit 542 Hellwegbörden und der Haupteinheitengruppe 54 Westfälische Bucht gehört.

### Nachbarorte
Im Nordwesten beginnend grenzt Verne im Uhrzeigersinn an die Salzkottener Stadtteile Verlar, Schwelle, Thüle, Salzkotten und Upsprunge, die alle zum Kreis Paderborn gehören. Seine Südwestflanke begrenzt die Stadt Geseke im Kreis Soest, Regierungsbezirk Arnsberg.

### Ortschaftsgliederung
Zu Verne gehören neben dem Siedlungskern, der bei der Kirche liegt, auch die Siedlungen Verner Holz, Enkhausen und Klein Verne.

### Klima
Verne gehört wie Ostwestfalen-Lippe insgesamt zum ozeanischen Klimabereich Nordwestdeutschlands, dem es geringe Temperaturgegensätze und milde Winter verdankt. Allerdings sind schon kontinentale Einflüsse wirksam. So liegt die Temperatur im Sommer höher und die Nächte sind kühler als in größerer Nähe zur Küste. An der Abmilderung der Niederschlagsmenge und der höheren Zahl an Sonnentagen sind allerdings auch die umliegenden Mittelgebirge beteiligt.

## Geschichte

### Ersterwähnung und Ortsname
Verne wurde zuerst zum Jahr 1036 in der Vita Meinwerci aus der Zeit um 1160 als Vernethi erwähnt. Der Name wird als 'an Farn reicher Ort' interpretiert. Eine sekundäre Umdeutung als 'an Forellen reicher Ort' wird für die Zeit des Mittelniederdeutschen angenommen.
Auf Niederdeutsch lautet der Ortsname Viärne.

### Mittelalter
Das Gebiet von Verne gehört schon seit dem frühen Mittelalter zum Gebiet des späteren Hochstifts Paderborn an der Grenze zum kurkölnischen Herzogtum Westfalen.
Nach Verne benannte sich das Ministerialengeschlecht der Herren von Verne. Diese hatten einen Rittersitz auf dem 1843 abgetragenen Eulenknapp in der Nähe der Brünnekenkapelle.

### Neuzeit
1575 bis 1577 übernahmen die Herren von Krevet die Güter der Herren von Verne durch Kauf und Erbschaft.
1607 ließ der Ritter Wilhelm Krevet die Vernaburg errichten, um seine Residenz von der Freiheit in Salzkotten nach Verne zu verlegen.
Nach dem Aussterben der Krevet im Mannesstamm 1638 erwarb das Adelsgeschlecht von Brenken einen Teil seiner Besitzungen, darunter die Vernaburg.
1802 verlor das Hochstift Paderborn mit der Besetzung durch Preußen seine staatliche Selbständigkeit.
Die Gemeinde Verne gehörte von 1807 bis 1813 zum Kanton Salzkotten des Departements der Fulda im Königreich Westphalen.
Verne fiel 1813 nach der napoleonischen Niederlage an Preußen zurück, wurde 1815 in die neue Provinz Westfalen eingegliedert und kam 1816 durch Erlass der Königlichen Regierung in Minden an den neuen Kreis Büren. Aus dem Kanton Salzkotten wurde im Kreis Büren das Amt Salzkotten, das seit 1859 in Personalunion zusammen mit dem Amt Boke verwaltet wurde und in den 1930er Jahren im Amt Salzkotten-Boke aufging.
1954 entstand die Don-Bosco-Schule in Verne, die zu Salzkotten gehört.

### Eingemeindung
Vor dem 1. Januar 1975 gehört damalige Gemeinde Verne zum Amt Salzkotten-Boke im Kreis Büren.
Mit Inkrafttreten des Sauerland/Paderborn-Gesetzes an diesem Tage wurden die meisten Gemeinden des Amtes Salzkotten-Boke und somit auch Verne zur neuen Stadt Salzkotten zusammengelegt und kamen mit dieser zum Kreis Paderborn. Rechtsnachfolgerin des aufgelösten Amtes Salzkotten-Boke und der Gemeinde Verne ist die Stadt Salzkotten.
Verne ist ein Stadtteil Salzkottens, und der von den Bürgern gewählte Stadtrat wählt für die Stadtteile Ortsvorsteher.

### Einwohnerentwicklung

Einwohnerentwicklung von 1818 bis 2015 nach nebenstehender Tabelle

| Jahr      | 1818 | 1831 | 1837 | 1843 | 1849 | 1852 | 1858 | 1867 | 1871 | 1885 | 1895 |
| Einwohner | 993  | 1053 | 1074 | 1123 | 1150 | 1158 | 1095 | 1210 | 1228 | 1236 | 1308 |

| Jahr      | 1905 | 1925 | 1933 | 1939 | 1946 | 1950 | 1957 | 1961 | 1965 | 1972 | 1973 | 1975 | 1980 | 1985 | 1989 | 1995 | 2000  |
| Einwohner | 1372 | 1366 | 1456 | 1489 | 2179 | 2086 | 1995 | 2082 | 2163 | 2278 | 2250 | 2271 | 2413 | 2375 | 2474 | 2455 | k. A. |

| Jahr      | 2005  | 2008 | 2010 | 2015 |
| Einwohner | k. A. | 2465 | 2394 | 2403 |

## Religionen
Verne ist der älteste lebendige Marienwallfahrtsort Deutschlands. Die Tradition gründet sich auf eine Wallfahrt, die ein Angehöriger des Verner Ministerialengeschlechts, der in der Legende den Namen Wilhard trägt, 1171 im Gefolge des Sachsenherzogs Heinrichs des Löwen ins Heilige Land (und/oder nach Rom) gemacht haben soll. Wohl von dieser Wallfahrt hat er das singuläre Reliquiar aus Buchsbaumholz mitgebracht, dessen Fassung auf dunklem Purpur ein goldenes geschlungenes Mäanderband zeigt, in dessen Felder sieben goldene Adler gemalt sind. Der Reliquienschatz ist im Lauf der Jahrhunderte angereichert worden. Die ältesten Stücke sind noch ohne cedulae in byzantinische Seide verpackt und mit Sehnen verknotet. Mit diesen Reliquien wurde jährlich eine große Tagfahrt (etwa 30 Kilometer) nach Geseke veranstaltet, bei der sogar die Landes- und Bistumsgrenze überschritten wurde. Etwa 1220 wurde ein als temporäres Reliquiar gestaltetes romanisches Gnadenbild angefertigt, in dem die Reliquien heute dauerhaft eingeschlossen sind.

## Politik

### Stadtratswahl
Bei der letzten Kommunalwahl 2009 geben die Bürger Verne ihre Stimmen bei der Wahl zum Salzkottener Stadtrat wie folgt ab:
| Partei | %     |
| ------ | ----- |
| CDU    | 63,99 |
| SPD    | 22,18 |
| FDP    | 5,97  |
| Grüne  | 4,35  |
| FBI    | 3,50  |

### Ortsvorsteher

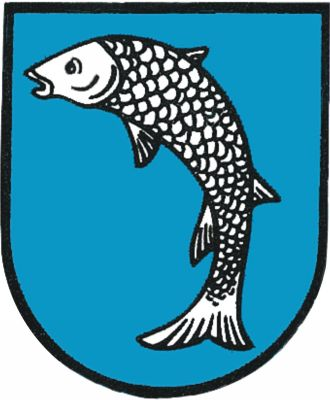
Wappen der Ortschaft Verne

Michael Bolte (CDU)

## Kultur und Sehenswürdigkeiten

### Bauwerke
- Katholische Pfarr- und Wallfahrtskirche Sankt Bartholomäus
- Burgruine Vernaburg und die Brünnekenkapelle sowie das Pfarrhaus

siehe auch Liste der Baudenkmäler in Salzkotten – Verne

### Bildung
- Kindergarten Erlebnis Campus e. V.
- Kath. Kindergarten St. Bartholomäus
- Kath. Grundschule Marienschule

## Wirtschaft und Infrastruktur

### Medien
Neben den im Artikel Salzkotten beschriebenen Medien sind heutzutage die Webseiten der Vereine und Institutionen, sowie die neuen Sozialen Medien zu nennen, durch die sich auch im ländlichen Raum Absprachen, Informationsvermittlung und Kommunikation vereinfachen.